# UCI Asia Tour 2014
Navigation
Édition précédente Édition suivante
L'UCI Asia Tour 2014 est la dixième édition de l'UCI Asia Tour, l'un des cinq circuits continentaux de cyclisme de l'Union cycliste internationale. Il est composé de 47 compétitions organisées du 6 octobre 2013 au 20 décembre 2014 en Asie.

## Calendrier des épreuves

### Octobre 2013
| Date  | Course         | Pays       | Classe | Vainqueur       | Équipe                         |
| ----- | -------------- | ---------- | ------ | --------------- | ------------------------------ |
| 6     | Tour d'Almaty  | Kazakhstan | 1.2    | Maxim Iglinskiy | Équipe nationale du Kazakhstan |
| 20    | Japan Cup      | Japon      | 1.HC   | Jack Bauer      | Garmin-Sharp                   |
| 20-28 | Tour de Hainan | Chine      | 2.HC   | Moreno Hofland  | Belkin                         |

### Novembre 2013
| Date  | Course                             | Pays                | Classe | Vainqueur         | Équipe               |
| ----- | ---------------------------------- | ------------------- | ------ | ----------------- | -------------------- |
| 2-5   | Tour de l'Ijen                     | Indonésie           | 2.2    | Samad Poor Seiedi | Tabriz Petrochemical |
| 2-10  | Tour du lac Taihu                  | Chine               | 2.1    | Yuriy Metlushenko | Torku Şekerspor      |
| 10    | Tour d'Okinawa                     | Japon               | 1.2    | Sho Hatsuyama     | Bridgestone Anchor   |
| 12    | Tour de Nankin                     | Chine               | 1.2    | Alois Kaňkovský   | ASC Dukla Praha      |
| 16-18 | Tour de Fuzhou                     | Chine               | 2.2    | Rahim Ememi       | RTS-Santic Racing    |
| 22-25 | Sharjah International Cycling Tour | Émirats arabes unis | 2.2    | Roman van Uden    | Frankie's            |

### Décembre 2013
| Date | Course                           | Pays  | Classe | Vainqueur                    | Équipe                                   |
| ---- | -------------------------------- | ----- | ------ | ---------------------------- | ---------------------------------------- |
| 4-7  | Tour d'Al Zubarah                | Qatar | 2.2    | Yousif Mirza                 | Équipe nationale des Émirats arabes unis |
| 15   | CFI International race 1, Mumbai | Inde  | 1.2    | Nur Amirul Fakhruddin Mazuki | Terengganu                               |
| 17   | CFI International race 2, Jaipur | Inde  | 1.2    | Anwar Azis Muhd Shaiful      | Terengganu                               |
| 22   | CFI International race 3, Dehli  | Inde  | 1.2    | Mohd Nor Umardi Rosdi        | Terengganu                               |

### Février 2014
| Date  | Course           | Pays                | Classe | Vainqueur          | Équipe                  |
| ----- | ---------------- | ------------------- | ------ | ------------------ | ----------------------- |
| 5-8   | Dubaï Tour       | Émirats arabes unis | 2.1    | Taylor Phinney     | BMC Racing              |
| 9-14  | Tour du Qatar    | Qatar               | 2.HC   | Niki Terpstra      | Omega Pharma-Quick Step |
| 18-23 | Tour d'Oman      | Oman                | 2.HC   | Christopher Froome | Sky                     |
| 27-8  | Tour de Langkawi | Malaisie            | 2.HC   | Samad Poor Seiedi  | Tabriz Petrochemical    |

### Mars 2014
| Date | Course         | Pays           | Classe | Vainqueur        | Équipe                |
| ---- | -------------- | -------------- | ------ | ---------------- | --------------------- |
| 9-13 | Tour de Taïwan | Taipei chinois | 2.1    | Rémy Di Grégorio | La Pomme Marseille 13 |

### Avril 2014
| Date  | Course               | Pays        | Classe | Vainqueur          | Équipe                         |
| ----- | -------------------- | ----------- | ------ | ------------------ | ------------------------------ |
| 1-6   | Tour de Thaïlande    | Thaïlande   | 2.2    | Yasuharu Nakajima  | Aisan Racing                   |
| 21-24 | Tour des Philippines | Philippines | 2.2    | Mark Galedo        | 7 Eleven Road Bike Philippines |
| 27    | Melaka Governor Cup  | Malaisie    | 1.2    | Alexandr Pliuschin | Skydive Dubai                  |

### Mai 2014
| Date  | Course                                         | Pays       | Classe | Vainqueur         | Équipe                           |
| ----- | ---------------------------------------------- | ---------- | ------ | ----------------- | -------------------------------- |
| 18-25 | Tour du Japon                                  | Japon      | 2.1    | Samad Poor Seiedi | Tabriz Petrochemical             |
| 29    | Championnats d'Asie - contre-la-montre         | Kazakhstan | CC     | Dmitriy Gruzdev   | Équipe nationale du Kazakhstan   |
| 29    | Championnats d'Asie - contre-la-montre espoirs | Kazakhstan | CC     | Park Sang-hoon    | Équipe nationale de Corée du Sud |
| 29-1  | Tour de Kumano                                 | Japon      | 2.2    | Francisco Mancebo | Skydive Dubai                    |
| 31    | Championnats d'Asie - course en ligne espoirs  | Kazakhstan | CC     | Vadim Galeyev     | Équipe nationale du Kazakhstan   |

### Juin 2014
| Date  | Course                                | Pays         | Classe | Vainqueur        | Équipe                         |
| ----- | ------------------------------------- | ------------ | ------ | ---------------- | ------------------------------ |
| 1     | Championnats d'Asie - course en ligne | Kazakhstan   | CC     | Ruslan Tleubayev | Équipe nationale du Kazakhstan |
| 7-15  | Tour de Singkarak                     | Indonésie    | 2.2    | Amir Zargari     | Pishgaman Yazd                 |
| 8-15  | Tour de Corée                         | Corée du Sud | 2.1    | Hugh Carthy      | Rapha Condor JLT               |
| 17-22 | Tour d'Iran - Azerbaïdjan             | Iran         | 2.1    | Ghader Mizbani   | Tabriz Petrochemical           |

### Juillet 2014
| Date | Course              | Pays  | Classe | Vainqueur          | Équipe |
| ---- | ------------------- | ----- | ------ | ------------------ | ------ |
| 6-19 | Tour du lac Qinghai | Chine | 2.HC   | Mykhailo Kononenko | Kolss  |

### Août 2014
| Date | Course          | Pays  | Classe | Vainqueur    | Équipe      |
| ---- | --------------- | ----- | ------ | ------------ | ----------- |
| 30-5 | Tour de Chine I | Chine | 2.1    | Kamil Gradek | BDC Marcpol |

### Septembre 2014
| Date  | Course                | Pays      | Classe | Vainqueur        | Équipe               |
| ----- | --------------------- | --------- | ------ | ---------------- | -------------------- |
| 6-7   | Tour de Java oriental | Indonésie | 2.2    | Ghader Mizbani   | Tabriz Petrochemical |
| 8-14  | Tour de Chine II      | Chine     | 2.1    | Boris Shpilevsky | RTS-Santic Racing    |
| 13-15 | Tour de Hokkaido      | Japon     | 2.2    | Joshua Prete     | Budget Forklifts     |

### Octobre 2014
| Date  | Course         | Pays       | Classe | Vainqueur         | Équipe                |
| ----- | -------------- | ---------- | ------ | ----------------- | --------------------- |
| 5     | Tour d'Almaty  | Kazakhstan | 1.1    | Alexey Lutsenko   | Astana                |
| 16-19 | Tour de l'Ijen | Indonésie  | 2.2    | Peter Pouly       | Singha Infinite       |
| 19    | Japan Cup      | Japon      | 1.HC   | Nathan Haas       | Garmin-Sharp          |
| 20-28 | Tour de Hainan | Chine      | 2.HC   | Julien Antomarchi | La Pomme Marseille 13 |

### Novembre 2014
| Date  | Course                             | Pays                | Classe | Vainqueur         | Équipe               |
| ----- | ---------------------------------- | ------------------- | ------ | ----------------- | -------------------- |
| 1-9   | Tour du lac Taihu                  | Chine               | 2.1    | Sam Witmitz       | Budget Forklifts     |
| 9     | Tour d'Okinawa                     | Japon               | 1.2    | Nariyuki Masuda   | Utsunomiya Blitzen   |
| 11    | Tour of Yancheng Coastal Wetlands  | Chine               | 1.2    | Jesse Kerrison    | Budget Forklifts     |
| 14-16 | Tour de Fuzhou                     | Chine               | 2.2    | Samad Poor Seiedi | Tabriz Petrochemical |
| 28-1  | Sharjah International Cycling Tour | Émirats arabes unis | 2.2    | Yousif Mirza      |                      |

### Décembre 2014
| Date  | Course            | Pays     | Classe | Vainqueur      | Équipe                     |
| ----- | ----------------- | -------- | ------ | -------------- | -------------------------- |
| 13-17 | Jelajah Malaysia  | Malaisie | 2.2    | Rafaâ Chtioui  | Skydive Dubai              |
| 17-20 | Tour d'Al Zubarah | Qatar    | 2.2    | Azzedine Lagab | Équipe nationale d'Algérie |

### Épreuves annulées
| Date            | Course                            | Pays      | Classe | Cause                  |
| --------------- | --------------------------------- | --------- | ------ | ---------------------- |
| 6-10 mai        | Tour de Khatulistiwa              | Indonésie | 2.2    |                        |
| 21 juin         | Golan I                           | Syrie     | 1.2    | Guerre civile syrienne |
| 23 juin         | Golan II                          | Syrie     | 1.2    | Guerre civile syrienne |
| 26 juin         | Golan III                         | Syrie     | 1.2    | Guerre civile syrienne |
| 13-17 août      | Tour du lac Qinghai-Tibet Plateau | Chine     | 2.2    |                        |
| 20-24 août      | Tour de Bornéo                    | Malaisie  | 2.2    |                        |
| 24-28 août      | Kerman Tour                       | Iran      | 2.2    |                        |
| 26-30 septembre | Tour du Mazandéran                | Iran      | 2.2    |                        |
| 24-28 septembre | Tour de Brunei                    | Brunei    | 2.2    |                        |
| 22-23 octobre   | Tour de Jawa Barat                | Indonésie | 2.2    |                        |
| 8-10 novembre   | Tour de Bali                      | Indonésie | 2.2    |                        |

## Classements finals
| #   | Coureur           | Pays       | Pts |
| 1.  | Samad Poor Seiedi | Iran       | 480 |
| 2.  | Boris Shpilevsky  | Russie     | 408 |
| 3.  | Alois Kaňkovský   | Tchéquie   | 362 |
| 4.  | Yuriy Metlushenko | Ukraine    | 338 |
| 5.  | Ilya Davidenok *  | Kazakhstan | 272 |
| 6.  | Ghader Mizbani    | Iran       | 268 |
| 7.  | Grega Bole        | Slovénie   | 215 |
| 8.  | Rahim Ememi       | Iran       | 193 |
| 9.  | Julien Antomarchi | France     | 190 |
| 10. | Kamil Gradek      | Pologne    | 181 |

| #   | Équipe                | Pays                | Pts   |
| 1.  | Tabriz Petrochemical  | Iran                | 1 022 |
| 2.  | Dukla Praha           | Tchéquie            | 602   |
| 3.  | La Pomme Marseille 13 | France              | 571   |
| 4.  | RTS-Santic Racing     | Taipei chinois      | 547   |
| 5.  | Kolss                 | Ukraine             | 513   |
| 6.  | Pishgaman Yazd        | Iran                | 492   |
| 7.  | Skydive Dubai         | Émirats arabes unis | 464   |
| 8.  | Vini Fantini Nippo    | Japon               | 422   |
| 9.  | Drapac                | Australie           | 421   |
| 10. | Budget Forklifts      | Australie           | 391   |

| #   | Pays                | Pts   |
| 1.  | Iran                | 1 473 |
| 2.  | Kazakhstan          | 845   |
| 3.  | Japon               | 482   |
| 4.  | Corée du Sud        | 370   |
| 5.  | Hong Kong           | 364   |
| 6.  | Malaisie            | 350   |
| 7.  | Émirats arabes unis | 187   |
| 8.  | Ouzbékistan         | 176   |
| 9.  | Indonésie           | 146   |
| 10. | Thaïlande           | 145   |

| #   | Pays (U23)   | Pts |
| 1.  | Kazakhstan   | 811 |
| 2.  | Iran         | 164 |
| 3.  | Malaisie     | 110 |
| 4.  | Hong Kong    | 81  |
| 5.  | Macao        | 80  |
| 6.  | Corée du Sud | 71  |
| 7.  | Inde         | 41  |
| 8.  | Ouzbékistan  | 40  |
| 9.  | Japon        | 25  |
| 10. | Irak         | 21  |